# Du Point de vue logique
 (avril 2022).
Si vous disposez d'ouvrages ou d'articles de référence ou si vous connaissez des sites web de qualité traitant du thème abordé ici, merci de compléter l'article en donnant les références utiles à sa vérifiabilité et en les liant à la section « Notes et références ».
Du Point de vue logique. Neuf essais logico-philosophiques (From a Logical Point of View: Nine Logico-Philosophical Essays) est un livre du philosophe américain Willard Van Orman Quine, paru en 1953.
Ce livre est un recueil d'articles s'inscrivant dans le courant de la philosophie analytique, en particulier en philosophie de la connaissance, philosophie du langage, ontologie et philosophie des mathématiques. Il s'agit d'un jalon important dans le développement de la philosophie de Quine.
Il contient notamment :
- l'article « Deux dogmes de l'empirisme » (Two Dogmas of Empiricism), initialement publié en 1951. Dans cet article, Quine rejette la distinction entre énoncés analytiques et synthétiques ainsi que le réductionnisme, c'est-à-dire la possibilité de lier directement des énoncés à des faits d'expérience. Cet texte a eu une grande postérité philosophique, il remet en cause le projet initial de la philosophie analytique, le positivisme logique élaboré par le Cercle de Vienne. Celui-ci consistait en une limitation de la philosophie à l'analyse des énoncés analytiques ce qui permettait d'une part d'établir une claire distinction entre la philosophie et les sciences (cette dernière se consacrant aux énoncés synthétiques a posteriori) et d'autre part d'interdire la métaphysique (en tant que discours synthétique a priori, la métaphysique était tenue pour un non-sens). En mettant un terme à la distinction analytique/synthétique, cet article de Quine ouvre la route de la métaphysique analytique et au projet de naturalisation de l'épistémologie.
- L'article « De ce qui est » (On What is), initialement publié en 1948. Cet article a relancé la réflexion ontologique au sein de la philosophie analytique.
- Une nouvelle version de l'article « Nouveaux fondements pour la logique mathématique » (New Foundations), initialement publié en 1937. Il s'agit du texte de Quine ayant eu le plus de portée en mathématique. Dans cet article, Quine propose une alternative à la théorie des ensembles usuelle de Zermelo-Fraenkel.

Quine développera davantage les réflexions épistémologiques et ontologiques élaborées de From a Logical Point of View dans Le Mot et la Chose.